# Marder 2
Der Schützenpanzer (SPz) Marder 2 war ein Prototyp und geplanter Nachfolger des Schützenpanzers Marder. Er sollte die in Bezug auf Kampfkraft und Beweglichkeit im Gefechtsfeld zwischen dem Marder und Leopard 2 entstandene Lücke schließen. Zu seiner Vorstellung im Jahr 1991 galt er als der modernste Schützenpanzer der Welt.

## Entwicklungsgeschichte
In den 1980er-Jahren erkannte die Führung der Bundeswehr, dass der Marder sein Kampfwertsteigerungspotenzial bald erreicht haben würde. Daraufhin wurde nach langen Diskussionen Mitte der 80er Jahre die Neuausschreibung eines Nachfolgers beschlossen. Gebunden an das Projekt Kampfwagen 90 ergaben sich folgende Forderungen:
- eine Absitzstärke von sieben Soldaten als Minimum
- uneingeschränkte Einsatzfähigkeit mit dem Leopard 2
- Hauptwaffe für Kampfentfernungen bis 2000 m
- partieller Schutz gegen 30-mm-Geschosse aus Maschinenkanonen (MK)

Im Juni 1984 wurde die Ausschreibung mit den Forderungen veröffentlicht. Die Ausschreibung sah im Zeitraum 1997 bis 2001 die Beschaffung von 1000 Fahrzeugen vor. Nach mehreren Konzeptstudien wählte man 1988 den Vorschlag von Krauss-Maffei als Lösung, die mit dem Transport- und Gefechtsfahrzeug PUMA erste Erfahrungen sammeln konnten. Krauss-Maffei wurde Generalunternehmer (GU) für diesen Vertrag. Das Unternehmen Rheinmetall aus Düsseldorf war im Unterauftrag verantwortlich für das Teilsystem Turm mit Feuerleitung und Bewaffnung. Oerlikon Contraves mit Heckler & Koch übernahmen die Munitionszufuhr.
Durch den Fall der Mauer im Jahre 1989 änderten sich die politischen Rahmenbedingungen jedoch drastisch. Im Kontext der neuen weltpolitischen Lage – insbesondere des Zusammenbruchs der UdSSR – wurde ein neuer Schützenpanzer als nicht mehr zeitgemäß angesehen.
In Anbetracht der Kosten der deutschen Einheit verzichtete das Verteidigungsministerium auf eine Serienfertigung.
Am 17. September 1991 konnte das – bis dahin in der SPz-Entwicklung unbekannte – Unternehmen den ersten Versuchsträger VT 001 zwar noch vorstellen, aber trotz der umfangreichen Tests und Erprobungen wurde das Projekt im Jahr 1992 mit dem Fazit „zu schwer, zu groß und zu teuer“ eingestellt. Für Insider war dieses kompakt wirkende Fahrzeug ein „Raumwunder“ – allerdings mit einem Gesamtgewicht von 44,3 t.
Der ursprüngliche Schützenpanzer Marder blieb damit für etliche weitere Jahre (mit Kampfwertsteigerungen) das Rückgrat der Panzergrenadiertruppe der Bundeswehr.
Es wurden 2 Versuchsträger gebaut, wobei VT 002 vernichtet wurde. Der fahrbereite VT 001 steht abwechselnd in der Wehrtechnischen Studiensammlung Koblenz oder im Panzermuseum in Munster für Anschauungszwecke zur Verfügung.

## Technische Beschreibung

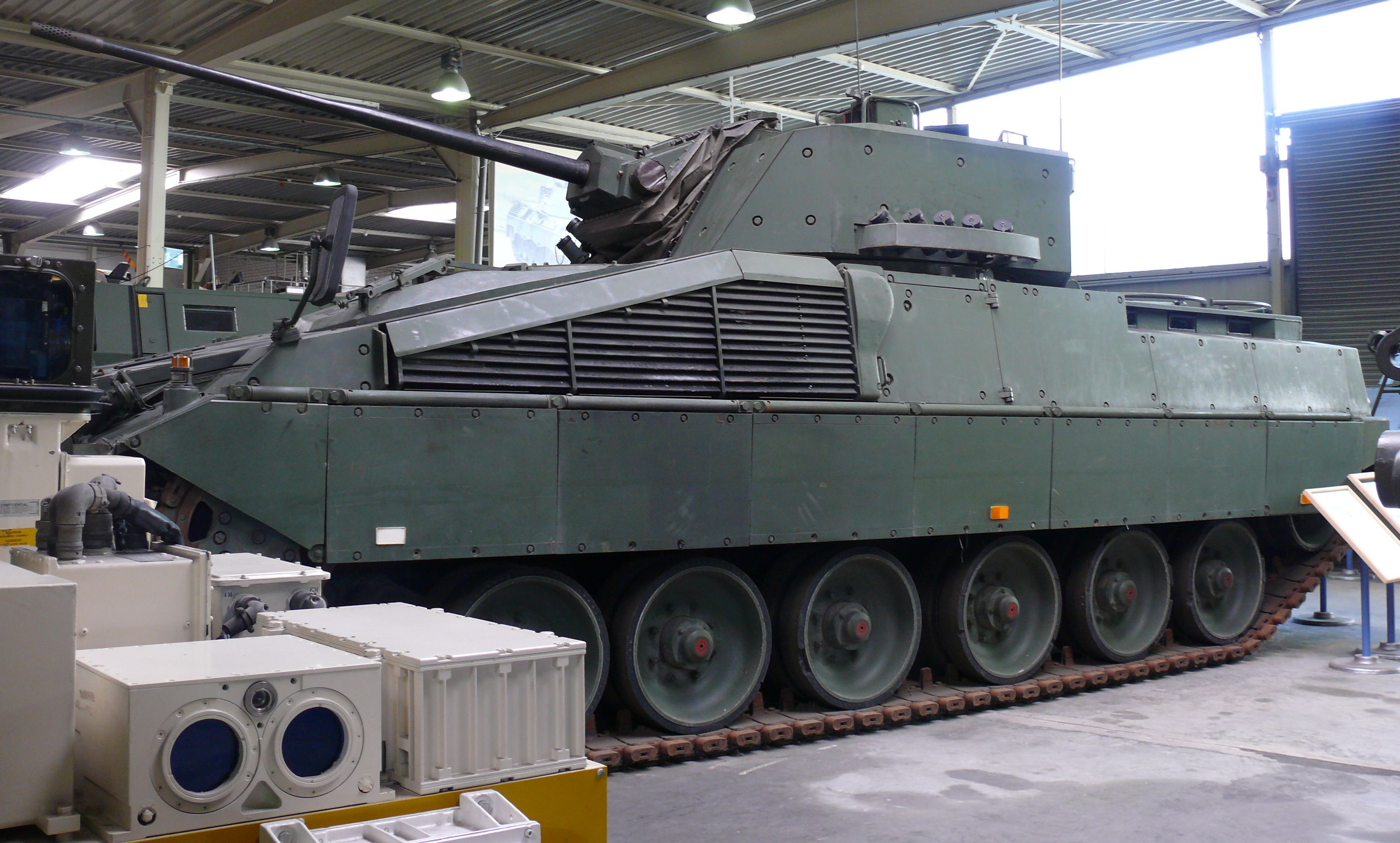
Seitenansicht des Versuchsträgers

### Bewaffnung
Als Hauptbewaffnung setzten die Ingenieure auf die Maschinenkanone Rh 503 mit Doppelgurtzuführung, um die geforderte Kampfentfernung von 2000 m zu erreichen. Im Gegensatz zum Marder 1 war die Waffenanlage stabilisiert. Das Seiten- und Höhenrichten der Haupt- und Sekundärwaffe wurde über eine elektrische Richtanlage umgesetzt. Im Notbetrieb konnte mechanisch per Hand gerichtet werden. Die Richtantriebe ermöglichten einen Seitenrichtbereich von 360° und einen Höhenrichtbereich von −10° bis +60°. Die Kadenz der Hauptwaffe war stufenlos von 150 bis 400 Schuss pro Minute regelbar.
Durch die Auslegung als Doppelkaliber-Maschinenkanone war es möglich, lediglich durch einen Rohrwechsel ohne weitere Änderungen neben der 35 × 228-mm-Munition auch 50 × 330-mm-Zylinderpatronen zu verschießen. Der Rohrwechsel nahm etwa fünf Minuten in Anspruch. Die Munitionszufuhr wurde durch ein gurtgliederloses Transportsystem von beiden Seiten sichergestellt. Das Auswerfen der Hülsen erfolgte in Schussrichtung. Durch den elektrischen Fremdantrieb der Waffe wurden Ladehemmungen und Störungen reduziert und die Zuverlässigkeit gesteigert. Fehlerhafte und nicht gezündete Patronen wurden automatisch ausgeworfen. Nachteilig war die Abhängigkeit von der Energieversorgung des Bordsystems. Durch die Doppelgurtzuführung konnten jeweils zwei Munitionsarten des gleichen Kalibers im schnellen Wechsel verschossen werden.
Als Munition waren für beide Kaliber zwei Sorten verfügbar. Die zur Bekämpfung gegen harte Ziele eingesetzte KE-Munition war ein von Rheinmetall entwickeltes APFSDS-T-Geschoss (Armor Piercing Fin-Stabilized Discarding Sabot-Tracer). Hierbei handelte es sich um ein panzerbrechendes Wuchtgeschoss mit Treibspiegel und Leuchtspur. Gegen leicht- bis ungepanzerte (weiche) Ziele wurde ein elektronisch programmierbares HE-ETF-Geschoss (High-Explosive Electronic-Time-Fuze) eingesetzt. Diese von Diehl entwickelte Mehrzweckmunition war in der Lage, beim Aufschlag oder in einem Abstand zwischen 5 und 10 m über dem Boden zu detonieren. Die Einstellungen wurden unmittelbar vor dem Verschießen vorgenommen. Im Kaliber 50 mm war zusätzlich ein Leuchtspurtreibsatz hinzugefügt. Die Bezeichnung lautete HE-ETF-T. Der gesamte Munitionsvorrat betrug im Prototyp 287 Patronen und entsprach damit 95,7 % des geforderten Vorrats von 300 Patronen.
Als Sekundärbewaffnung diente das bei der Bundeswehr bereits eingeführte Maschinengewehr MG3. Es war achsparallel rechts von der Hauptwaffe installiert.
Eine Nebelmittelwurfanlage im Kaliber 76 mm mit fünf Wurfbechern an der linken Turmseite und drei Werfern rechts neben der Maschinenkanonenblende ermöglichte der Besatzung, sich im Gefecht den Blicken des Gegners zu entziehen oder den Schützentrupp während der Absitzphase zu decken. Ein Panzerabwehrlenkflugkörper wie bei seinem Vorgänger war beim Prototyp des Marder 2 nicht vorgesehen.

### Optiken, Feuerleit- und Zielausrüstung

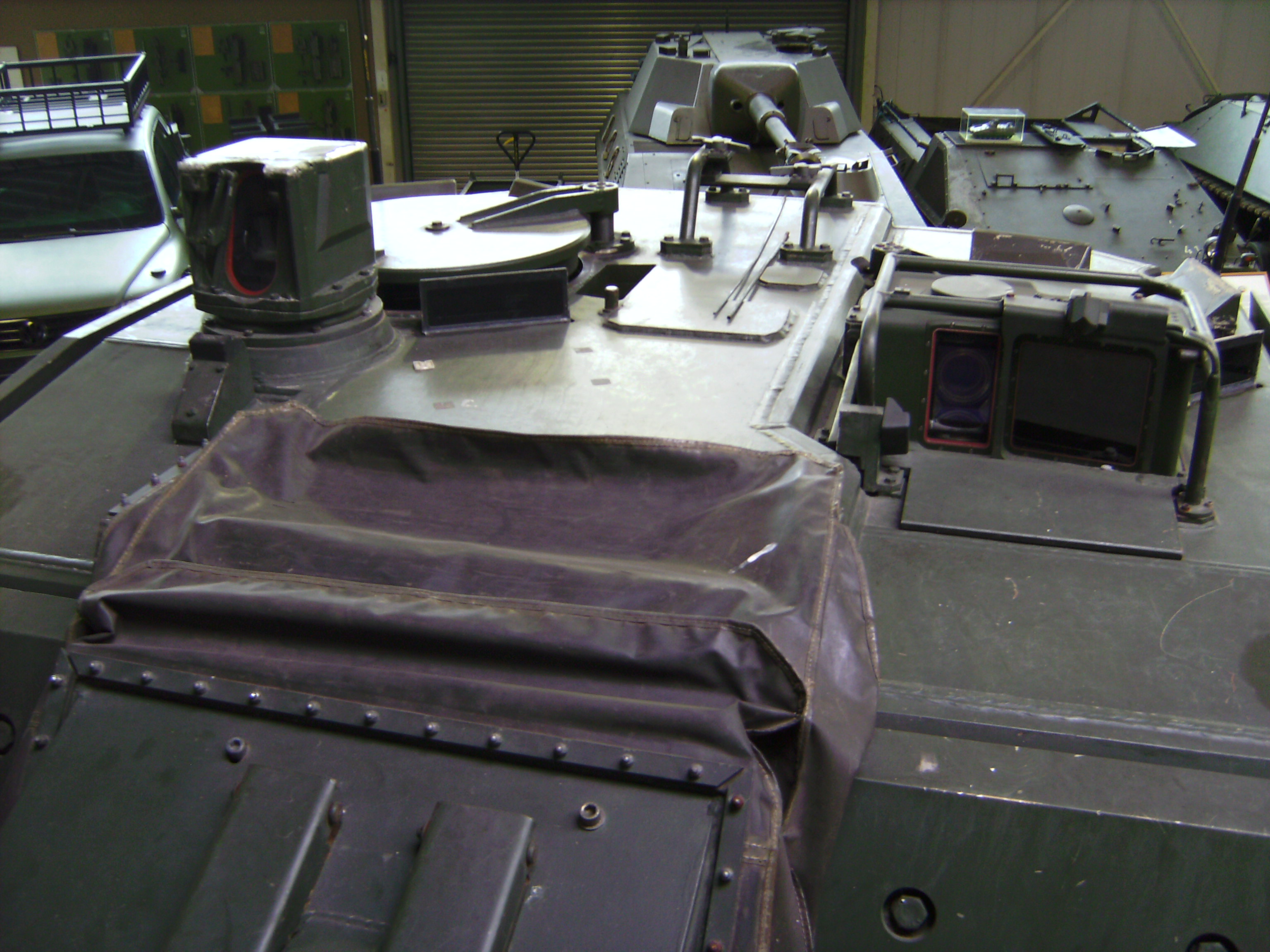
Rundblickperiskop links und Richtschützenoptik rechts. Der Tagsichtkanal und Laser sitzen hinter dem schmalen Fenster. Das Wärmebildgerät hinter dem breiten.

Der Marder 2 verfügte wie auch ein Kampfpanzer über eine Feuerleitanlage, die den effektiven Einsatz der Bordwaffen auch während der Fahrt ermöglichte. Die vorstabilisierte Maschinenkanone folgte den Werten der stabilisierten Spiegel der Optiken des Richtschützen und Kommandanten. Der Marder 2 galt als allwetter- und nachtkampftauglich.
Als Hauptzielgerät des Richtschützen diente das PERI-ZTWL 128/45 mit einem Laser als Entfernungsmesser, einem Tagsichtkanal und einem Wärmebildgerät. Die Abkürzung ZTWL stand für Zieleinrichtung, Tagsicht, Wärmebild und Laserentfernungsmesskomponente – die Zahlen 128/45 stehen für den Eintrittspupillendurchmesser der Optik. Der Kommandant verfügte mit dem PERI-RT 60 über ein eigenes unabhängiges Rundblickperiskop mit Tagsichtkanal. Für die Nachtsicht war es über einen Wärmebildkanal mit dem Wärmebildgerät des Richtschützen gekoppelt. Die Abkürzung RT stand für Rundblickeinrichtung und Tagsicht. Beide Bedienplätze waren redundant ausgelegt und besaßen farbige Displays.
Darüber hinaus verfügte der Fahrer sowie Richtschütze über drei und der Kommandant über vier Winkelspiegel zur Gefechtsfeldbeobachtung „unter Luke“. Der Schützentrupp war mit drei Winkelspiegeln je Seite und je einem Sichtblock in den beiden Hecktüren ausgestattet.

### Schutzausstattung

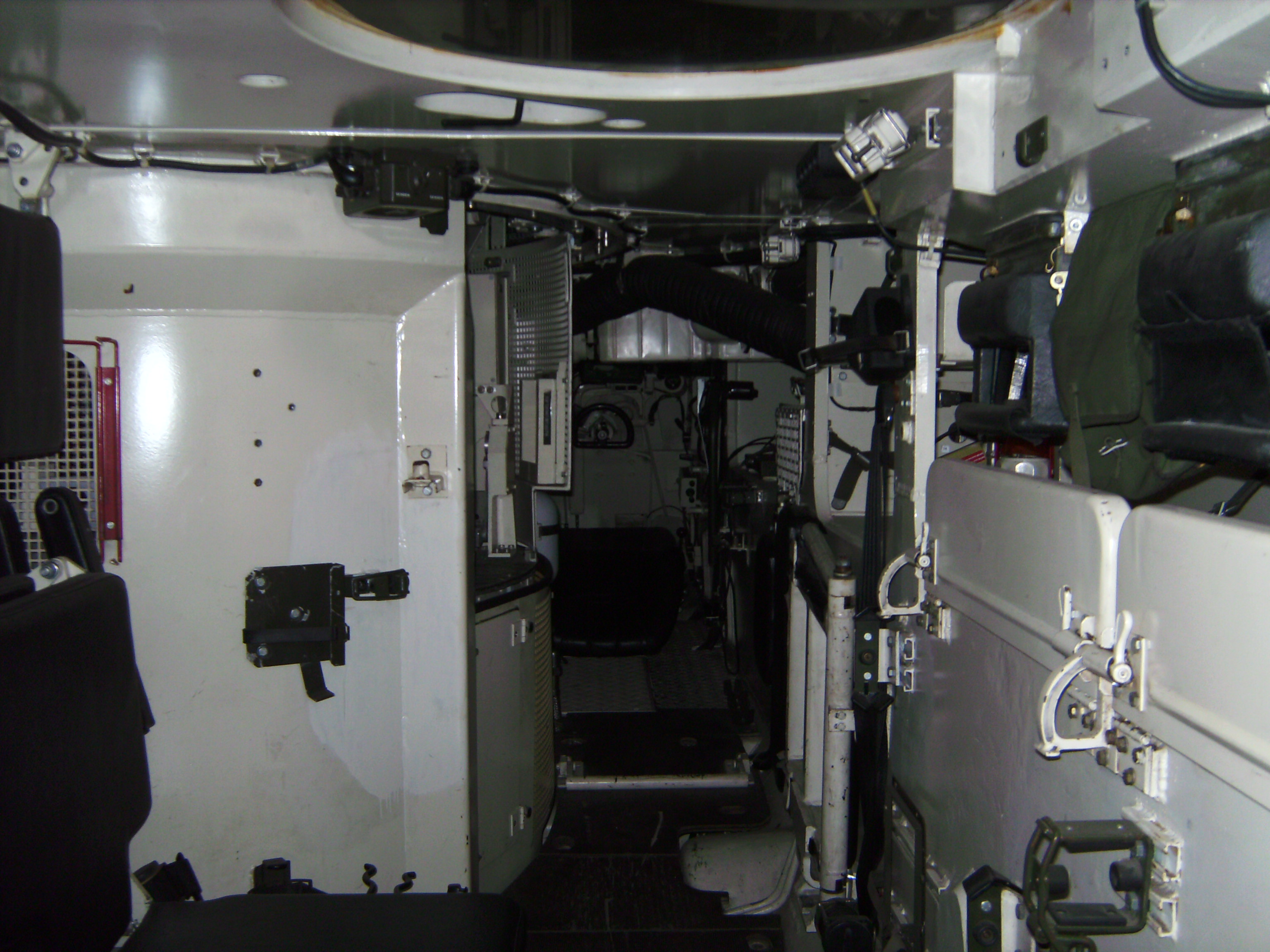
Innenraum. Der Turm sitzt links und ermöglicht so einen Zugangstunnel zum Fahrerplatz.

Die Panzerung war modular ausgelegt und bestand aus dem selbsttragenden Panzergehäuse und der Zusatzpanzerung. Die mit Panzerstahl ausgeführte Konstruktion verfügte über einen Grundschutz, der allseitig vor Hartkerngeschossen im Kaliber 7,62 mm sowie vor 155-mm-Artilleriesplittern Schutz bot. Die adaptierte Zusatzpanzerung erhöhte den Rundumschutz vor 14,5-mm- sowie an der Front vor 30-mm-Geschossen. Der Innenraum erhielt einen Splitterschutz, um die Besatzung bei Beschuss des Fahrzeugs vor absplitternden Teilen der Panzerung zu schützen.
Eine ABC-Schutzanlage ermöglichte auch den Einsatz in kontaminiertem Gelände.

### Antrieb und Laufwerk
Als Laufwerk wählte Krauss-Maffei ein drehstabgefedertes Stützrollenlaufwerk, dessen Federweg durch Lamellendämpfer und hydraulische Endanschläge begrenzt wird. Je Seite verfügte es über sechs gummibereifte Doppellaufrollen. Bedingt durch den Frontmotor befindet sich das Antriebsrad des Laufwerks vorn. Die Gleiskette war als Endverbinderkette mit auswechselbaren Kettenpolstern ausgelegt. Die Bodenfreiheit betrug 440 Millimeter, der Bodendruck 8,8 N/cm². Um die Ersatzteilversorgung und damit die Logistik zu vereinfachen, entsprachen die Laufwerksteile zum Großteil denen der Leopard-Serie.
Der Dieselmotor wurde von MTU Friedrichshafen gefertigt und aus dem Leopard-1-Triebwerk abgeleitet. Der später auch in der Panzerhaubitze 2000 verbaute MTU 881 Ka-500 entwickelt eine maximale Leistung von 735 kW bei 2700/min. Der Hubraum des Triebwerks beträgt 18,3 Liter, das maximale Drehmoment von 3000 Nm wird bei 2000/min erreicht. Im Gegensatz zu seinem Gegenstück aus dem Leopard 1 ist das Triebwerk des Marder 2 nicht vielstofffähig. Der Gesamtkraftstoffvorrat in den Tanks beträgt 890 Liter. Auf der Straße wurden Geschwindigkeiten von bis zu 60 km/h erreicht, in der Rückwärtsfahrt betrug sie 27 km/h. Das Leistungsgewicht lag bei 16,6 kW/t – das des Leopard 2A4 20 kW/t.
Die Stromversorgung des 24-V-Bordnetzes erfolgte durch einen flüssigkeitsgekühlten 20-Kilowatt-Drehstromgenerator. Die Batterieanlage bestand aus sechs Batterien zu je 12 Volt mit insgesamt 300 Amperestunden für die Wanne und vier Batterien zu je 12 Volt mit insgesamt 90 Amperestunden für den Turm.
Die Kraftübertragung erfolgte über ein automatisches, hydromechanisches Getriebe von Renk. Gekuppelt wurde über einen hydraulischen Drehmomentwandler mit Überbrückungskupplung. Das ebenfalls in der Panzerhaubitze 2000 genutzte HSWL-284-C-Schaltgetriebe verfügt über vier Vorwärts- und zwei Rückwärtsgänge. Durch eine integrierte Betriebs- und Feststellbremse sowie durch das integrierte Wende- und Lenkgetriebe war damit Bremsen und Lenken möglich.

### Besatzung

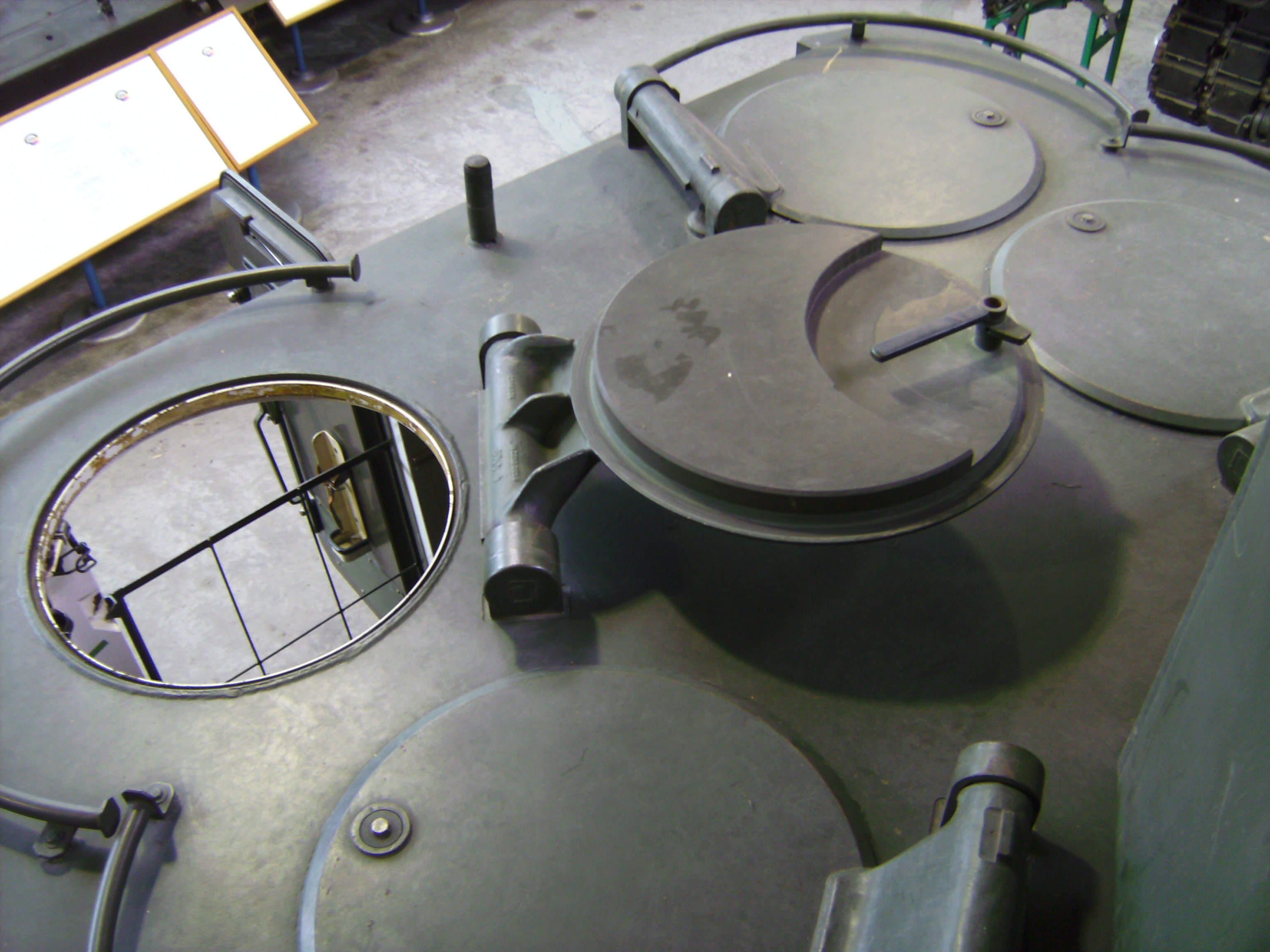
Für den Schützentrupp im Heck stehen vier Luken zur Verfügung, die den „Kampf über die Bordwand“ ermöglichen

Die Besatzung des Schützenpanzers bestand aus der dreiköpfigen Fahrzeugbesatzung und dem siebenköpfigen Schützentrupp im Heck. Der Fahrer saß rechts im Fahrzeug und hatte zum hinteren Kampfraum Zugang durch einen Durchgang rechts am Turm vorbei. Kommandant und Richtschütze waren jeweils rechts und links im Turmkorb des Zwei-Mann-Turms TS 503 von Rheinmetall untergebracht. Für den Schützentrupp standen zwei Sitzreihen für jeweils drei Soldaten zur Verfügung. Die Sitzanordnung war Rücken an Rücken. Der siebte Sitzplatz war im Durchgang untergebracht und für den Truppführer des Schützentrupps vorgesehen. Eine hydraulisch bedienbare Heckklappe, wie sie beim Marder 1 Anwendung fand, war nicht vorgesehen. Der Zugang zum Kampfraum erfolgte über zwei Hecktüren, die zur Fahrzeugmitte hin öffnen. Gemäß der Einsatzdoktrin der Panzergrenadiere – dem schnellen Wechsel zwischen auf- und abgesessenem Kampf – standen vier Luken zur Verfügung, die den „Kampf über die Bordwand“ ermöglichten.

## Technische Daten

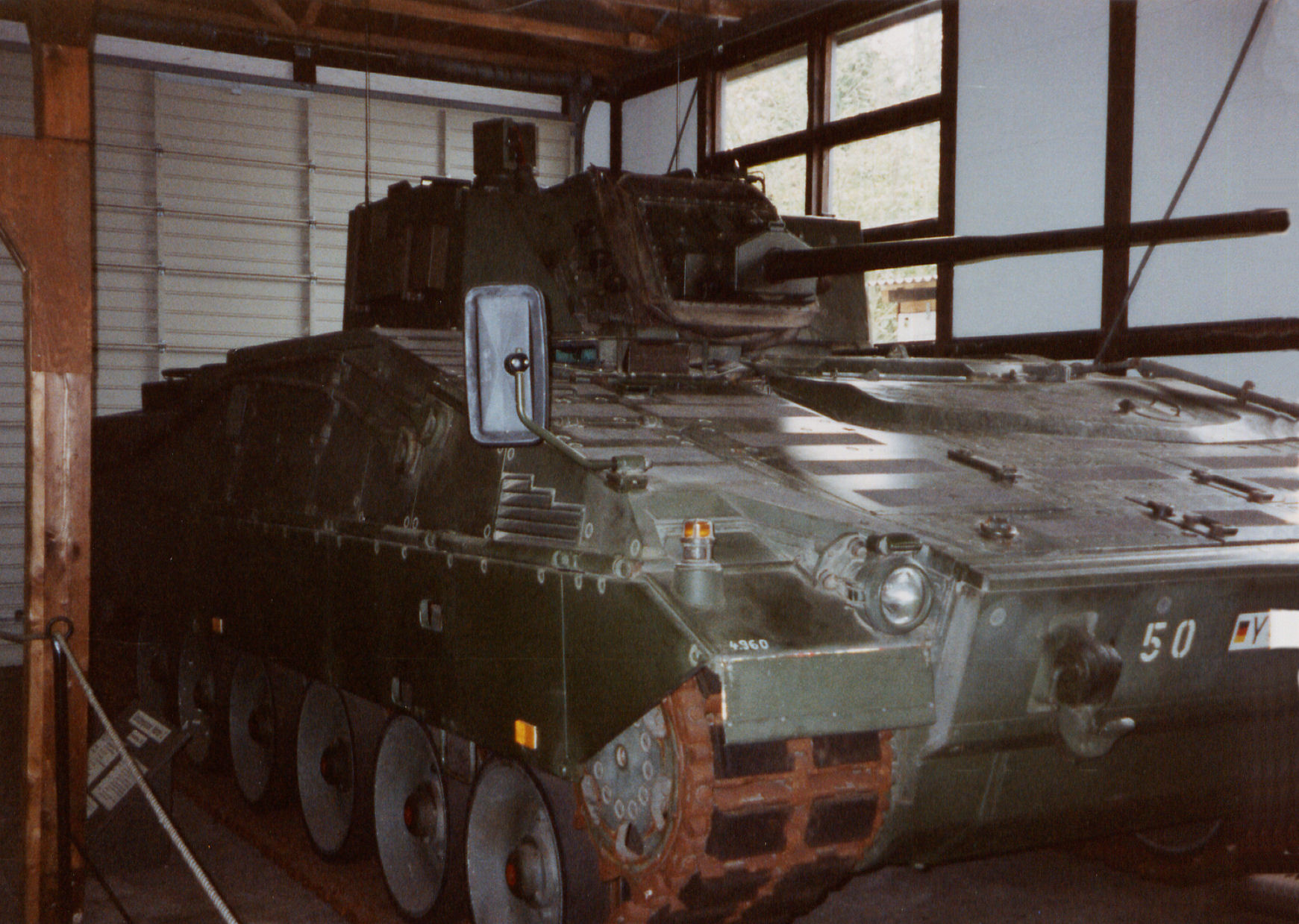
Marder 2 im Panzermuseum Munster

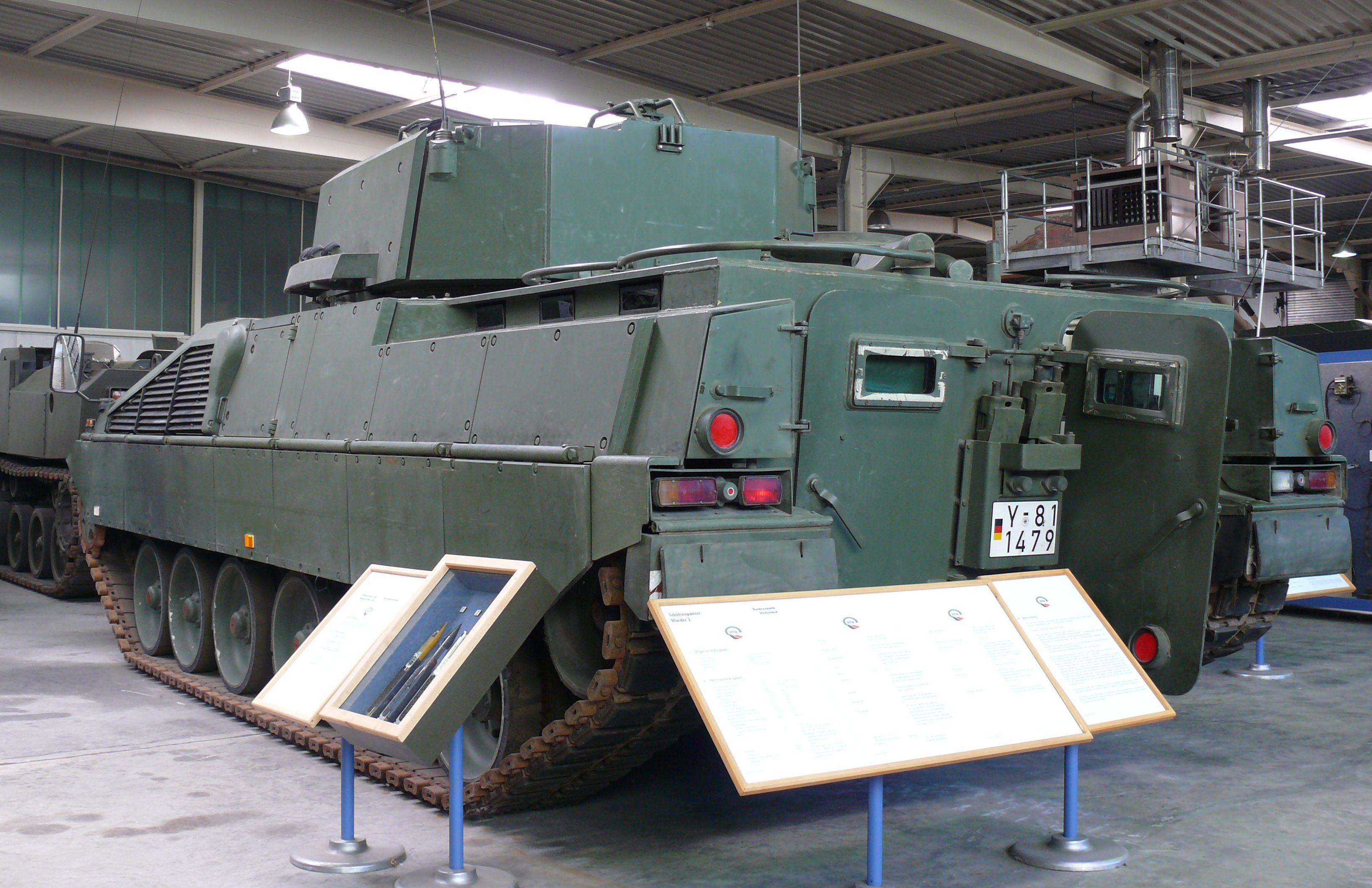
Rückansicht

| Bezeichnung                   | Marder 2 (VT 001)                                                                                         |
| ----------------------------- | --- |
| Typ:                          | Schützenpanzer                                                                                            |
| Besatzung:                    | 3 + 7 |
| Motor:                        | MTU 881 Ka-500, wassergekühlter 8-Zylinder-Dieselmotor                                                    |
| Leistung:                     | 735 kW (1000 PS)                                                                                          |
| Getriebe:                     | Hydromechanisches Schalt-, Wende- und Lenk-Getriebe Renk HSWL 284-C mit 4 Vorwärts- und 2 Rückwärtsgängen |
| Fahrwerk:                     | drehstabgefedertes Stützrollenlaufwerk                                                                    |
| Länge über alles:             | 7310 mm                                                                                                   |
| Breite über alles:            | 3840 mm                                                                                                   |
| Höhe über alles:              | 3050 mm                                                                                                   |
| Bodenfreiheit:                | 440 mm |
| Watfähigkeit:                 | 1200 mm                                                                                                   |
| Grabenüberschreitfähigkeit:   | 3000 mm                                                                                                   |
| Kletterfähigkeit:             | 960 mm |
| Steigfähigkeit:               | 60 % |
| Querneigung:                  | 30 % |
| Gefechtsgewicht:              | 44.300 kg                                                                                                 |
| Höchstgeschwindigkeit Straße: | 60 km/h (vorwärts), 27 km/h (rückwärts)                                                                   |
| Kraftstoffmenge:              | 890 Liter                                                                                                 |
| Reichweite:                   | 500 km (Straße), 300 km (Gelände)                                                                         |
| Bewaffnung:                   | 35/50-mm-Maschinenkanone Rh 503, ein Maschinengewehr MG3                                                  |
| Munition:                     | 35 mm: 177 Patronen plus 110 in Reserve                                                                   |